# Habrotrocha filum
Habrotrocha filum är en hjuldjursart som beskrevs av Donner 1949. Habrotrocha filum ingår i släktet Habrotrocha och familjen Habrotrochidae. Inga underarter finns listade i Catalogue of Life.